# Apatania kyotoensis
Apatania kyotoensis är en nattsländeart som beskrevs av Tsuda 1939. Apatania kyotoensis ingår i släktet Apatania och familjen Apataniidae. Inga underarter finns listade i Catalogue of Life.